# Нотр-Дам-де-ла-Мер
Нотр-Дам-де-ла-Мер (фр. Notre-Dame-de-la-Mer) — муніципалітет у Франції, у регіоні Іль-де-Франс, департамент Івлін. Нотр-Дам-де-ла-Мер утворено 1 січня 2019 року шляхом злиття муніципалітетів Жефосс i Пор-Вілле. Адміністративним центром муніципалітету є Жефосс. Населення — 707 осіб (01.01.2021).